# Аквапорин 9
Аквапорин 9 — белок группы аквапоринов, канал с широким спектром проницаемости. Обеспечивает перенос через мембрану низкомолекулярных незаряженных соединений, включая такие как карбамиды, полиолы, пурины и пиримидины, а также мочевина и глицерин. Непроницаем для аминокислот, циклических сахаров, ионов Na+, K+, Cl- и депротонированных монокарбоксилатов. Чувствителен к ингибированию флоретином и ртутью.

## Структура
Подобно другим аквапоринам аквапорин 8 является тетрамерным интегральным белком. Мономер состоит из 261 аминокислоты, содержит 2 тандемных повтора с 3 трансмембранными участками и петлю с характерным мотивом аспарагин-пролин-аланин, которая формирует водный канал.

## Распределение в тканях
Экспрессирован в периферийных лейкоцитах, а также в печени, лёгких и селезёнке.